# Piotr C.
Piotr C. (ur. 1976) – polski bloger i pisarz.

## Życiorys
Urodził się w 1976. Mieszka i pracuje w Warszawie.
Popularność zdobył dzięki debiutanckiej książce zatytułowanej Pokolenie Ikea, a także autorskiemu blogowi o tym samym tytule. Powieść początkowo była publikowana w odcinkach w tygodniku „Angora”. W 2012 została wydana w formie książkowej. W 2013 ukazała się jego druga książka – Pokolenie Ikea. Kobiety, zaś w 2016 kolejna: Brud. Wszystkie zyskały status bestsellerów. Trzecia powieść, została nominowana do konkursu Bestsellery Empiku 2016, w kategorii „literatura polska”. Według stanu na koniec września 2018 sprzedaż wszystkich tytułów jego autorstwa wynosiła 350 tysięcy egzemplarzy. Piotr C. jest autorem bloga, którego liczba odsłon miesięcznie sięga miliona.
Z kolei fanpage „Pokolenie Ikea” zebrał w serwisie społecznościowym Facebook ponad 365 tysięcy fanów, zaś sam autor, na tym samym portalu, zgromadził ponad 20 tysięcy miłośników swojego stylu pisarskiego i czarnego humoru.
W 2020 roku wydana została czwarta już powieść autora pt. Gwiazdor.

## Powieści
- Pokolenie Ikea, Wydawnictwo Novae Res, Gdynia 2012 i 2017
- Pokolenie Ikea. Kobiety, Wydawnictwo Novae Res, Gdynia 2013
- Brud, Wydawnictwo Novae Res, Gdynia 2016
- #to o nas, Wydawnictwo Novae Res, Gdynia 2018
- Gwiazdor, Wydawnictwo Novae Res, Gdynia 2020
- Solista, Wydawnictwo Novae Res, Gdynia 2021
- Roman(s), Wydawnictwo Novae Res,  2022